# Almorox
Almorox es un municipio y localidad española de la provincia de Toledo, en la comunidad autónoma de Castilla-La Mancha. El término municipal tiene una población de 2472 habitantes (INE 2024).

## Toponimia
El término "Almorox" deriva del árabe al murug que significa los prados. Anteriormente se denominó Almoroyo o Almoroyuelo.

## Geografía
El municipio se encuentra situado en la vertiente norte de una pequeña colina, en terreno llano, a orillas del arroyo Tordillos y cerca del río Alberche. De norte a este es atravesado por los arroyos Labros y Tabalon, que uniéndose forman el Tordillos que desemboca en el Alberche. 
Pertenece a la comarca de Torrijos y linda con los términos municipales de Cenicientos, Cadalso de los Vidrios, San Martín de Valdeiglesias y Villa del Prado en la provincia de Madrid y Santa Cruz del Retamar, Escalona y Paredes de Escalona en la de Toledo.

## Historia
No existen datos acerca de la fecha de su fundación ni de quienes la fundaron, aunque hay quien opina que se debió realizar en tiempos de las invasiones romanas, ya que hay restos de puentes que así lo indican, como el de Barguillas. Parece ser que dada la belicosidad de la zona, el dominio romano fue muy poco duradero, siguiendo un periodo de ocupación celtibérica.
En la época musulmana perteneció al distrito de Alfamín. De este periodo derivan los diversos toponímicos de la villa.
Tras la reconquista, perteneció a Escalona, señorío del cual se independizó tras la concesión por parte de Felipe II de una cédula de villazgo fechada a 11 de abril de 1566. Pasó a tener su propia jurisdicción y justicia. 
Hacia mediados del siglo XIX, la villa tenía contabilizada una población de 1128 habitantes. Por entonces había en Almorox tres molinos de harina, que junto con otros tres de aceite eran la única industria del lugar. La localidad aparece descrita en el segundo volumen del Diccionario geográfico-estadístico-histórico de España y sus posesiones de Ultramar de Pascual Madoz. En 1901, fue inaugurado el ferrocarril Madrid Estación Goya-Villa del Prado-Almorox, clausurado en 1965 y cuya estación cabecera, se encontraba al final de la denominada "Calle de la Estación".

## Administración
| Periodo   | Nombre                                                               | Partido |
| --------- | -------------------------------------------------------------------- | ------- |
| 1979-1983 | Rafael Silván Sen (1979-1983) Abelardo Escudero Cortés (1983)        | UCD     |
| 1983-1987 | Adoración Silván Testillano                                          | PSOE    |
| 1987-1991 | Braulio Peña Sen (1987-1989) Adoración Silván Testillano (1989-1991) | PP PSOE |
| 1991-1995 | Jesús Miguel Cortés Cortés                                           | PP      |
| 1995-1999 | Jesús Miguel Cortés Cortés                                           | PP      |
| 1999-2003 | Mª Julia Sen Benito                                                  | PP      |
| 2003-2007 | Celestino González del Casar                                         | PSOE    |
| 2007-2011 | Celestino González del Casar                                         | PSOE    |
| 2011-2015 | Julia Notario Escudero                                               | PP      |
| 2015-2019 | Julia Notario Escudero (2015-2016) Vicente Piñas Sen (2016-2019)     | PP PSOE |
| 2019-2023 | José Martínez Vera                                                   | PP      |

## Demografía
Cuenta con una población de 2472 habitantes (INE 2024).
| Gráfica de evolución demográfica de Almorox entre 1842 y 2021                                                         |
| |
| Población de derecho según los censos de población del INE. Población de hecho según los censos de población del INE. |

## Núcleos de población

Plano del término municipal de Almorox. Marcado en verde oscuro se localizan los pinares de Almorox, y en su extremo inferior, junto a la Urbanización Valcarillo, el río Alberche.

Aparte del pueblo de Almorox, hay otros núcleos de población como:
- Urbanización El Pinar de Almorox, ubicada a 3 km al norte de la población, junto a los pinares.
- Urbanización Parque El Romillo, a 5 km al norte de la población, junto a los pinares.
- Urbanización Valcarillo, junto al río Alberche a 4 km al sureste de la población

## Patrimonio

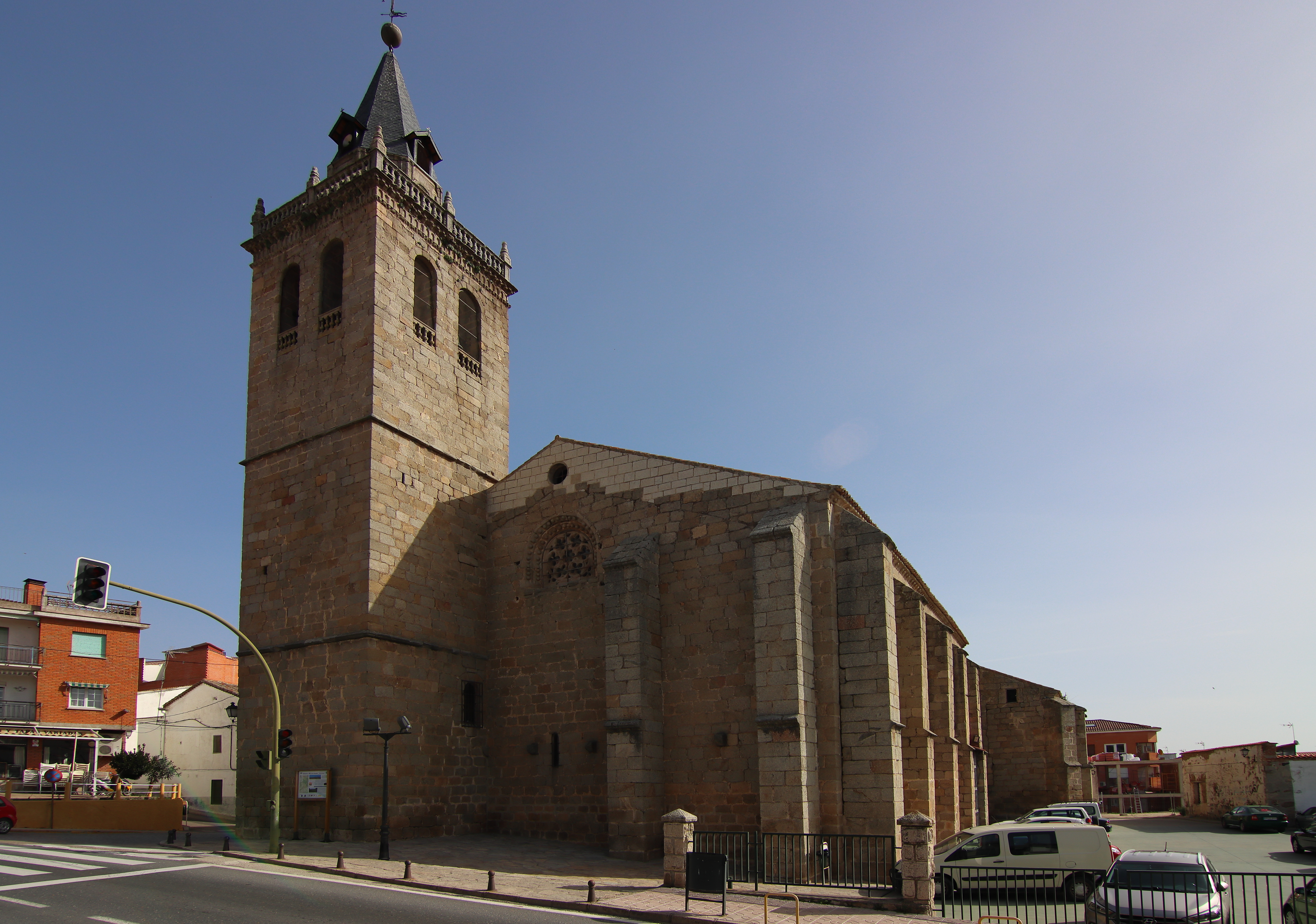
Iglesia de San Cristóbal

- Iglesia parroquial de San Cristóbal:[3] se edificó a comienzos del siglo XVI, desconociéndose el arquitecto que la proyectó y estando documentada la participación de Rodrigo Gil de Hontañón. Es de sillería con una sola nave con ábside, de estilo gótico, aunque la portada es renacentista, con un gran arco de medio punto. Posee varias joyas pictóricas en los retablos de San Roque, atribuido a Juan Correa de Vivar, y de Santa Lucía, atribuido a Pedro Berruguete. Cabe también mencionar el soberbio púlpito de estuco blanco, estilo mudéjar, otro púlpito, de diferente estilo, hecho de hierro; la pila bautismal, la sacristía, obra de Alonso de Covarrubias y el retablo mayor, presidiendo la figura de san Cristóbal.
- Ermita de Nuestra señora de la Piedad: se construyó sobre los restos de una mezquita. Se encuentra situada en un cerro desde donde se divisa una impresionante perspectiva de la comarca. Es de estilo barroco del siglo XVII.
- Casa consistorial: construida en tiempos del rey Carlos III, en 1799, y forma un conjunto muy llamativo.
- Rollo de justicia o picota.

## Naturaleza

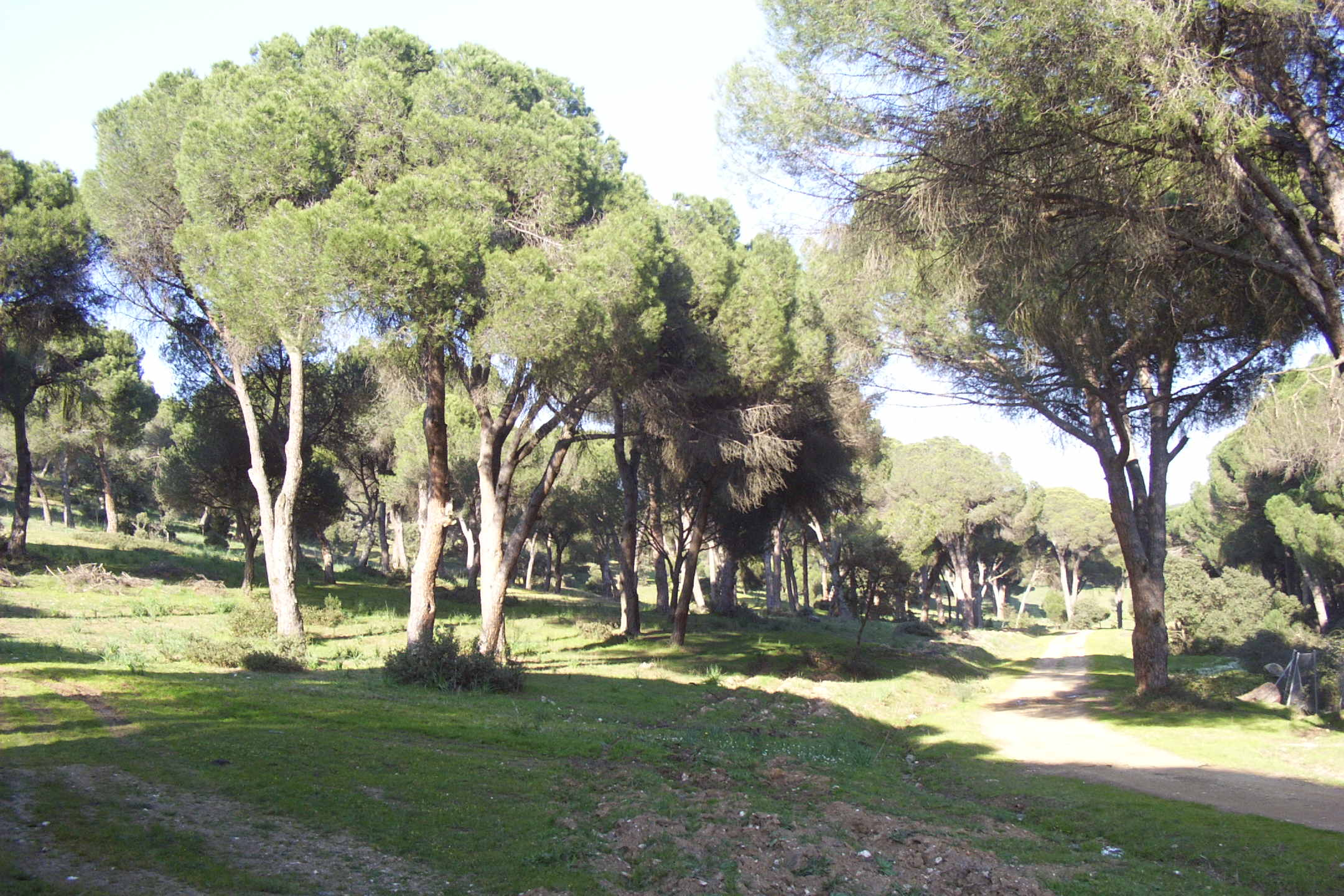
El pinar de Almorox en las inmediaciones de la urbanización El Pinar.

El paraje más llamativo de esta villa es El Pinar, un extenso bosque de pinos piñoneros en el norte de la provincia de Toledo, de una belleza impresionante, donde se encuentran ardillas, ciervos y jabalíes, entre otras especies.

## Fiestas
- Carnaval: Domingo Gordo y La Soldadesca, más conocido en Almorox como "Sargentería" o "Los Sargentos".
- 3 y 4 de mayo: Santísimo Cristo de la Piedad.
- Del 14 al 20 de agosto: Fiestas Patronales en honor a la Virgen de la Piedad y San Roque. Durante esos días se celebran los Tradicionales Encierros que son muy conocidos en toda la comarca. En dichos Encierros se corren los Toros que serán liados por la tarde, y a continuación se procede la suelta de Reses en la Plaza de Toros para disfrute del público. Por la tarde se celebran los Festejos Taurinos (Corridas de Toros, Novilladas Picadas y Corridas de Rejones). Los Festejos Taurinos de esta Localidad son muy conocidos en el Mundo Taurino, ya que al pueblo de Almorox se le incluye dentro de lo que se conoce como "El Valle Del Terror", por la seriedad, trapío, y volumen de los Toros que se lidian en las localidades (toledanas, madrileñas y abulenses) que conforman el citado "valle".
- 14 de septiembre: Santísimo Cristo de la Misericordia, más conocido en Almorox como "Cristo Chico".